# Pedro Chirivella
Pedro Chirivella Burgos (Valencia, 23 mei 1997) is een Spaans voetballer die bij voorkeur als centrale middenvelder speelt. Hij stroomde in 2015 door vanuit de jeugd van Liverpool.

## Clubcarrière
Chirivella werd in 2004 opgenomen in de jeugdopleiding van Valencia. Die verruilde hij in 2013 voor die van Liverpool. Daarvoor tekende hij in 2014 zijn eerste profcontract. De Spanjaard maakte op 17 september 2015 zijn debuut in het betaald voetbal, tijdens een wedstrijd in de UEFA Europa League tegen Girondins Bordeaux. Chirivella viel die dag na 28 minuten in voor de geblesseerde Kolo Touré, waarna Emre Can een rij achteruit werd geschoven..
Liverpool verhuurde Chirivella in januari 2017 voor een halfjaar aan Go Ahead Eagles. De Engelse club verhuurde hem in juli 2017 vervolgens voor een seizoen aan Willem II. Begin 2019 werd hij verhuurd aan Extremadura UD. Hij mocht echter niet voor de club uitkomen omdat de overschrijving te laat geregeld was. In 2020 ging hij naar Nantes FC.

## Interlandcarrière
Chirivella speelde twaalf interlands voor Spanje –17, waarin hij tweemaal tot scoren kwam.